# NGC 1613
NGC 1613 é uma galáxia espiral (S0-a) localizada na direcção da constelação de Eridanus. Possui uma declinação de -04° 15' 54" e uma ascensão recta de 4 horas, 33 minutos e 25,3 segundos.
A galáxia NGC 1613 foi descoberta em 21 de Dezembro de 1881 por Édouard Jean-Marie Stephan.